# Michael Hollington
Michael Andrew Hollington (* 1942) ist ein Anglist.
Hollington lehrte an verschiedenen Universitäten Frankreichs (wo er u. a. 1996 Englischprofessor an der Universität Toulon war), in Großbritannien, Norwegen und Australien.
Er veröffentlichte zahlreiche Sachbücher zu seinem Fachbereich.